# Henryk Burczyk
Henryk Józef Burczyk (ur. 5 grudnia 1927 w Kaniewie, zm. 10 lutego 2022) – polski agronom, doktor habilitowany nauk rolniczych, ambasador w Finlandii (1985–1990).

## Życiorys
Henryk Burczyk wychował się w rodzinie rolniczej. Zdał maturę w Technikum Rolno-Spożywczym w Inowrocławiu. W 1948 rozpoczął studia na Wydziale Rolniczo-Leśnym Uniwersytetu Poznańskiego. W wyniku reorganizacji uczelni, tytuł magistra inżyniera rolnictwa uzyskał w Wyższej Szkole Rolniczej w Poznaniu.
Członek Stronnictwa Ludowego (od 1946), a następnie Zjednoczonego Stronnictwa Ludowego (od 1949).
W 1951 został kierownikiem PGR w Henrykowie. 1 marca 1953 rozpoczął pracę naukową w Instytucie Uprawy, Nawożenia i Gleboznawstwa w Baborówku, gdzie przeszedł szczeble od młodszego asystenta do dyrektora naczelnego. W 1959 obronił doktorat Badania nad możliwością zapewnienia ciągłości w użytkowaniu zielonek z mieszanek roślin jednorocznych. W 1961 przejął obowiązki kierownika Pracowni Nawożenia IUNG. W 1969 habilitował się w Wyższej Szkole Rolniczej w Poznaniu. W latach 1971–1985 pełnił funkcję Podsekretarza Stanu w Ministerstwie Rolnictwa i Gospodarki Żywnościowej. Z jego inicjatywy przygotowano tam program genetyczno-hodowlany nad pszenżytem. Od 1985 do połowy 1990 pełnił funkcję Ambasadora w Finlandii. W 1996 zaczął pracę w Instytucie Włókien Naturalnych w Poznaniu jako zastępca dyrektora ds. naukowych.
W 2008 został laureatem Złotego Hipolita.
Pochowany na Cmentarzu Jeżyckim w Poznaniu.

## Publikacje
- Henryk Burczyk, Janusz Mościcki, Uprawa poplonów na paszę, Poznań: Komitet Wojewódzki Polskiej Zjednoczonej Partii Robotniczej. Wydział Rolny, 1965.
- Juliusz Zarzycki, Henryk Burczyk, Nawożenie łąk azotem: w świetle wyników doświadczeń przeprowadzonych na zlecenie Agrochem przez Zakład Doświadczalnictwa Terenowego IUNG w l. 1966–1968, Warszawa: Państwowe Wydawnictwo Rolne i Leśne, 1972.
- Henryk Burczyk, Terminy nawożenia zbóż ozimych azotem, Puławy: IUNG, 1976.